# 吉備村
吉備村（きびむら）は、岡山県浅口郡にあった村。現在の浅口市の一部にあたる。

## 地理
里見川の右岸に位置していた。

## 歴史
- 1889年（明治22年）6月1日、町村制の施行により、浅口郡佐方村、須恵村、大谷村が合併して村制施行し、吉備村が発足[1][2]。旧村名を継承した佐方、須恵、大谷の3大字を編成[2]。
- 1905年（昭和28年）4月1日、浅口郡竹村、占見村と合併し三和村を新設して廃止された[1][2]。合併後、三和村大字佐方・須恵・大谷となる[2]。

### 地名の由来
岡山市の古称、吉備中山から。

## 産業
- 農業[2]